# Valbirse
Valbirse ist eine auf den 1. Januar 2015 entstandene Fusionsgemeinde im Kanton Bern, Schweiz. Die im Berner Jura gelegene neue politische Gemeinde bildet sich aus den ehemaligen Gemeinden Bévilard (BFS-Nummer 0682), Malleray (BFS-Nummer 0697), und Pontenet (BFS-Nummer 0702) und erhielt die neue BFS-Nummer 0717.

## Geschichte
Die Gemeinde Valbirse entstand auf den 1. Januar 2015 durch die Fusion der vormals unabhängigen Gemeinden Bévilard, Malleray, und Pontenet. Das Fusionsprojekt Valbirse umfasste ursprünglich auch die Gemeinden Champoz, Court und Sorvilier, die sich daraus aber zu unterschiedlichen Zeitpunkten zurückzogen.

## Bevölkerung
Mit 3973 Einwohnern (Stand 31. Dezember 2023) ist Valbirse nach Moutier, Saint-Imier und Tramelan die viertgrösste Gemeinde des Berner Juras.

## Politik
- SP: 3
- Liste libre: 5
- FDP: 9
- SVP: 7
- HSV: 6

HSV = Horizon solidaire Valbirse
Die Legislative der Gemeinde Valbirse wird durch ein Gemeindeparlament (Conseil général) mit 30 Mitgliedern gebildet. Valbirse ist nach La Neuveville die zweitkleinste Gemeinde des Kantons, in der diese Aufgabe nicht durch die Gemeindeversammlung wahrgenommen wird. Die rechts stehende Grafik zeigt die momentane Sitzverteilung des Generalrates für die Legislaturperiode 2023–2026.
Die Exekutive von Valbirse ist der Conseil municipal (Gemeinderat), welcher auf eine Periode von vier Jahren gewählt wird. Er umfasst sieben Personen darunter den Gemeindepräsidenten. Er hat folgende parteipolitische Zusammensetzung (Stand 2024): Liste libre 1 Sitz, FDP und Sympathisanten 2 Sitze, SVP und Sympathisanten 2 Sitze, Horizon solidaire Valbirse 2 Sitze. Gemeindepräsident ist seit 2019 Jacques-Henri Jufer (Liste libre, Stand 2024).
Bei den Nationalratswahlen 2023 betrugen die Wähleranteile in Valbirse (in Klammern die Veränderung im Vergleich zu den Wahlen 2019 in Prozentpunkten): SVP 39,19 % (+3,06), SP 21,04 % (+1,14), FDP 13,55 % (+6,18), Grüne 7,98 % (−1,32), EDU 5,91 % (+0,07), EVP 4,69 % (+0,41), glp 3,73 % (+0,30), Mitte 2,37 % (−6,33), SD 0,22 % (−0,11).